# Hof (Hennef)
Hof ist ein Ortsteil des Ortsteils Stadt Blankenberg auf dem Stadtgebiet Hennef (Sieg).

## Lage
Der ehemalige Weiler liegt in einer Höhe von 182 Metern über N.N. auf den Hängen des Westerwaldes im Südosten von Blankenberg.

## Geschichte
1910 gab es in Hof die Haushalte Ackerer und Gemeindevorsteher Heinrich Bensberg und Ackerer Josef Bensberg. Damals gehörte der Wohnplatz zur Gemeinde Blankenberg.